# Дин и Ден Кейтен
Дин и Ден Кейтен (англ. Dean and Dan Caten; род. 19 декабря 1964, Торонто, Канада) — дуэт дизайнеров из Канады, братья-близнецы, основатели и владельцы международного дома моды и одноимённой торговой марки Dsquared².

## Биография
Дин и Ден Кейтен (урождённые Катеначи) родились 19 декабря 1964 года в Торонто, Онтарио, Канада. Они родились в  многодетной семье (5 сестер и 2 брата) итальянского иммигранта, сварщика, Данте Катеначи и медсестры Хелен Киндер. Близнецы росли под присмотром старших сестер и отца на северной окраине Торонто в районе Вилоудейл.
Дин и Ден сменили несколько школ в Канаде: Лилиан-паблик-скул (Lillian Public School), Норсмонт-джуниор-хай (Northmont Junior High), Католическую школу им. Св. Роберта, Джефриес (CW Jefferys), а также Хоризон-хай в штате Аризона, в Финиксе.

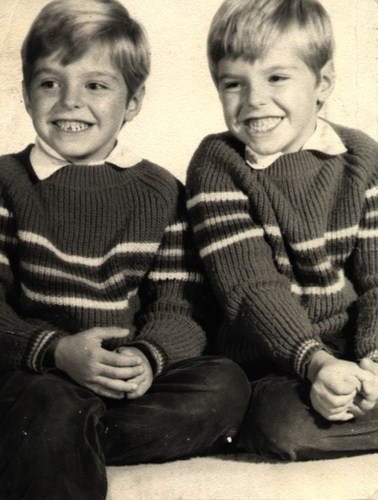
Дин и Ден Кейтен в детстве.

В 15 лет во время обучения в Ст. Роберт Католик Хай Скул, на уроках домоводства (братья были единственными мальчиками посещавшими класс), близнецы создают свои первые предметы одежды. Ден скроил и сшил бордовые, вельветовые приталенные брюки (Ден сам выступил моделью на подиуме), а Дин создал насыщенно изумрудное вечернее платье а ля Болл Гоун из тафты, для своей спутницы на выпускной вечер.
В 17 лет братья переехали в Финикс, Аризона, США и обучались в Хоризон-хай после 6 месяцев обучения, Дин вернулся обратно в Торонто, а Ден остался в США для окончания учебного года. Ден окончил школу в 1983.
В 18 лет Дин и Ден на 6 недель переехали в Нью-Йорк для обучения на летних курсах в школе дизайна Parsons. На курсах они познакомились и подружились с Мики Танабе, которая позже познакомила их со своим отцом, Люком Танабе, владельцем Канадского модного дома Ports International, выпускающего одежду ready-to-wear (фр. prêt-à-porter, буквально «готовое к носке»). По возвращении в Торонто Ден устроился на работу официантом в ресторан Fenton’s, а Дин вернулся в школу Норсмонт-джуниуор-хай для получения диплома.
После окончания школы братья решили работать дизайнерами.
В марте 1985 года в Торонто они представили свой первый независимый показ под названием «The Canadian Collection». Сразу после этого показа Люк Танабе предложил братьям стать младшими дизайнерами компании Ports International.
Работая в Ports, Дин и Ден все ещё продолжали трудиться над своими собственными коллекциями под именем «DeAN/DAN», которые продавались эксклюзивно в Sublime Store в Торонто вплоть до осени 1988 года. И начиная с 1988 года, став coдизайнерами Ports, братья полностью посвятили себя работе в компании вплоть до 1991 года, оставив Ports лишь тогда, когда Люк Танабе продал свой бизнес.

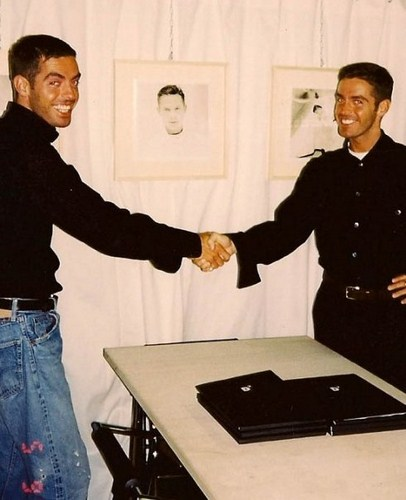
Дин и Ден Кейтен. Март 1994.

В 1991 году близнецы переехали в Европу, с небольшими сбережениями, и стали организовывать, проводить и рекламировать вечеринки в клубах Милана, Парижа и Итальянской Ривьеры.
В 1994 году, найдя небольшую фабрику-производителя GILD в Римини, Италия, Дин и Ден решили вложить все свои сбережения (70.000 USD) в свой собственный бизнес, создав свою первую коллекцию мужской одежды под брендом Dsquared². 100 единиц заказов для каждой модели, необходимо было для того чтобы подписать контракт с GILD на производство и вернуть потраченные на образцы сбережения. Не набрав нужное количество заказов в Милане, братьям ничего не оставалось, как отвезти образцы (35 элементов в 4 типах тканей) на выставку мужской одежды SEHM в Париж и после успешных продаж братья подписали 5 летний контракт с GILD на производство и дистрибуцию одежды под маркой Dsquared².
В декабре 2001 года Дин и Ден подписали лицензионный контракт на 5 лет с компанией Staff International. Начиная с коллекции мужской коллекции весна/лето-2003 «Homeless», Staff International становится официальным международным дистрибьютером и производителем одежды, обуви и аксессуаров под маркой Dsquared².
В 2003 году марка Céline принадлежащая конгломерату LVMH, обратилась к Дину и Дену с предложением занять место Майкла Корса, но близнецы отказались, предпочитая сфокусироваться на своем собственном бренде.
В конце 2005 года Дин и Ден принимают решение на 5 летнее обновление контракта со Staff International.
В 2006 году Dsquared² выпустили свой первый мужской аромат «He Wood». Женский аромат «She Wood» был запущен в производство в апреле 2008 года.
В 2007 году открылся первый флагманский магазин Dsquared² в Милане.
В 2009 году бутик Dsquared² был открыт Москве.
В сентябре 2011 года Дин и Ден подписывают обновленный лицензионный контракт, доверяя Staff International производство и распространение одежды, обуви и аксессуаров под маркой Dsquared² на следующие 11 лет.
В 2013 году брэнд Dsquared² был оценен в 200 млн евро.

### Бутики и заведения
В июне 2007 года в модном районе Милана открылся первый бутик Dsquared². Магазины также были открыты в Санкт-Морице, Афинах, Миконосе, Капри, Стамбуле, Киеве, Каннах, Сингапуре, Париже, Никосии, а также в Гонконге. В марте 2015 года DSquared открыли свой первый бутик в Лондоне. Это было первой ступенью их программы редизайна, которая также продолжит внедряться в США. Они также владеют известной открытой террасой с бассейном в Преньяна-Миланезе под названием «Церезио 7».

## Награды и общественное признание
- 4 июля 2003, Таормина, Италия — «Most original Designers» вручена «Oscar della Moda — La Kore»[2][7]
- 21 октября 2003, Нью-Йорк, США — «The Best Breakthrough Design Team» вручена GQ США в рамках премии «Men of The Year Award»[2][7]
- июль 2006, Мадрид, Испания — «The Aguja de Oro»[2]
- 4 декабря 2007, Мадрид, Испания — «Best Designers of the Year» вручена GQ Испания в рамках премии «Men of The Year Award»[2]
- 13 ноября 2008, Мюнхен, Германия — Best Designers of the Year вручена GQ Германия в рамках «Men of The Year Award»[2]
- сентябрь 2009, Торонто, Канада — «Звезда на Канадской Аллее Славы»[2].
- 18 сентября 2012, Милан, Италия — «Best Designers of a Young Fashion» вручена CHI E’CHI[2][13]

## Общественная деятельность

### Музыка
- Осенью 2000 года Мадонна обратилась к братьям с просьбой создания костюма (джинсы, топ и рубашка) для её нового видео «Don’t Tell Me»[6]. В этом же году Мадонна попросила близнецов создать 150 элементов одежды для ковбойской части её нового тура «Drowned World»[2][9]
- В 2007 году американская певица Ферги надела вещи, созданные братьями, в своем новом видео «Clumsy». Певица также пригласила дизайнеров сняться в её музыкальном клипе[2][7].
- В 2009 году Бритни Спирс обратилась к Дину и Дену для создания костюмов для её тура «Бритни Спирс на арене цирка». Братья также участвовали в видео-интро, открывавшем тур[2].
- В 2010 году шили костюмы для Humanoid City Tour группы Tokio Hotel.
- В апреле 2011 года Майкл Бубле пригласил Дина и Дена быть гостями на его свадьбе с Луисаной Лопилато. Майкл был одет в костюм от Дина и Дена[14].

### Телевидение и радио
В марте 2004 года близнецы выступили в качестве приглашенных гостей-судей в американском телешоу «America’s Next Top Model»
В 2009 году братья стали соведущими радиопрограммы «Dean and Dan on Air: Style in Stereo» на Sirius XM Radio в Нью-Йорке. Братья говорили о политике, звёздах и моде, играя саундтреки со своих показов.
В этом же году Дин и Ден были приглашены быть судьями для нового ТВ шоу «en:Launch My Line» на американском канале Bravo, но после пилотного эпизода братьев пригласили стать ведущими первого сезона шоу.
В 2010 году сделали костюмы для Humanoid City Tour группы Tokio Hotel.
В феврале 2012 года дизайнеров можно увидеть в «Ciao Brad» эпизоде первого сезона американского реалити-шоу «en:It's a Brad, Brad World».

### Спорт
В конце 2009 года Дин и Ден были выбраны в качестве дизайнеров костюмов для талантов на церемонии открытия и закрытия Зимних Олимпийских Игр в Ванкувере. Братья создали костюмы для Нила Янга, Нелли Фуртадо, Брайана Адамса, Дональда Сазерленда, Жака Вильнёва, Бобби Орра, Гару, Майкла Бубле, Сары Маклахлан и Миши Брюггергосман. Помимо создания костюмов братья также участвовали в эстафете по передаче Олимпийского Огня.

## Благотворительность
- 1987 — братья поддерживают канадский аукцион поддержки больных СПИД «Фешен Кеарс», пожертвовав платье из своей коллекции[19].
- 2007 — дизайнеры принимают участие в благотворительном аукционе AMFAR в Риме. За 60.000 евро, братья приобретают коллекционный набор Fendi с автографом Шэрон Стоун.
- 2009 — братья оказывают спонсорство канадскому фонду «Let’s go Camping!». Фонд отправляет в лагерь детей из малоимущих семей. Позже, в этом же году, братья выступили официальными партнерами AMFAR Милан, пожертвовав специально созданную для аукциона кожаную куртку, на которой оставили свои автографы присутствующее на ужине: Джанет Джексон, Канье Уэст, Дита Фон Тиз и Линда Евангелисты[20].
- 2010 — 5 октября в Лос-Анджелесе Дин и Ден запускают эксклюзивную ограниченную линию ошейников и поводков для собак. Коллекция была доступна на сайте www.yoox.com, а все доходы от продаж были направлены в фонд Энумал Рескью (Animal Rescue)[21]. Позже, в этом же месяце, братья выступили спонсорами показа в рамках первого благотворительного ужина «Black Tie//Black Leather» организованного AMFAR в Лос-Анджелесе[22]. Также в 2010 в качестве модели на показ был приглашен Билл Каулитц (Tokio Hotel)
- 2011 — братья становятся официальными партнерами Life Ball проходящего в мае, в Вене, Австрия. В рамках шоу, близнецы подготовили показ из 85 образов, моделями на подиуме выступили Анна Делло Руссо, Наташа Бедингфилд, Аманда Лепор и украинская поп-группа Kazaky. Так же братья подготовили 100 пар специально созданных кроссовок доступных в официальном сайте компании, доходы от которых были направлены в фонд Лайф Бол[23]. Позже в апреле дизайнеры создают футболку «We Love Japan» эксклюзивно доступную на сайте www.yoox.com, доходы от продаж направлены фонду Красный Крест для помощи ликвидации последствий землетрясения и цунами. В сентябре, на благотворительном аукционе AMFAR в Милане, Дин и Ден за 80.000 евро приобретают фотографию «Элизабет Тейлор, Малибу, 1991» сделанную фотографом Хербом Ритцкм[24][25][26].
- 2012 — специально для показа в рамках 25-летней годовщины аукциона «Fashion Cares», братья создают эксклюзивное платье «Луч Света», украшенное кристаллами Сваровски, так же, совместно с Линдой Евангелистой, братья были приглашены вести благотворительный ужин посвященный аукциону[19]. Позже, в Милане, братья пожертвовали платье «Луч Света» аукциону AMFAR, платье было представлено на модели Джессике Стэм и продано за 25 000 евро[27].